# Тесфалем Текле
Тесфалем Текле Тенсуе (англ. Tesfalem Tekle Tensue; род. 9 октября 1993, Асмэра) — эритрейский футболист, атакующий полузащитник «Аль-Тахрира» из Асмэры.

## Биография
Тесфалем Текле родился 9 октября 1993 года в эритрейском городе Асмэра.
Играет в футбол на позиции атакующего полузащитника. С 2008 года выступает за одну команду — эритрейский «Аль-Тахрир» из Асмэры.
11 ноября 2011 года дебютировал в сборной Эритреи и забил гол в матче отборочного турнира чемпионата мира против Руанды (1:1). Мяч Текле стал для эритрейцев первым в истории сборной в квалификации чемпионатов мира. В том же отборочном цикле сыграл ещё один матч против Руанды (1:3).
В 2012 году участвовал в трёх поединках Кубка КЕСАФА со сборными Занзибара (0:0), Малави (2:3) и Руанды (0:2).

## Статистика

### Матчи за сборную Эритреи по футболу
| № | Дата           | Соперник | Счёт    | Мячи | Соревнование                           |
| 1 | 11 ноября 2011 | Руанда   | 1:1 (д) | 1    | Чемпионат мира 2014. Отборочный турнир |
| 2 | 15 ноября 2011 | Руанда   | 1:3 (г) | —    | Чемпионат мира 2014. Отборочный турнир |
| 3 | 26 ноября 2012 | Занзибар | 0:0 (н) | —    | Кубок КЕСАФА 2012                      |
| 4 | 29 ноября 2012 | Малави   | 2:3 (н) | —    | Кубок КЕСАФА 2012                      |
| 5 | 1 декабря 2012 | Руанда   | 0:2 (н) | —    | Кубок КЕСАФА 2012                      |